# Seenadeln
Die Seenadeln (Syngnathidae) sind eine Familie relativ kleiner und gut getarnter, schlanker Knochenfische aus der Ordnung der Seenadelartigen (Syngnathiformes). Zu ihnen gehören auch die gut bekannten Seepferdchen (Hippocampus).

## Verbreitung
Seenadeln bewohnen die Küsten aller Weltmeere. Die größte Artenvielfalt lebt in den Gewässern rund um Australien. An den Küsten Amerikas leben Seenadeln von Alaska bis Feuerland. 37 Arten leben auch im Brack- und 18, die meisten aus der Gattung Microphis, im Süßwasser. Sie bevorzugen flaches Wasser in ruhigen Buchten und strömungsarmen Riffen sowie bewachsene Zonen, Algenfelder und Seegraswiesen.
Die Kleine Seenadel (Syngnathus rostellatus) lebt auch in der Nordsee und der westlichen Ostsee, die Große Seenadel (Syngnathus acus) im Mittelmeer, an der Atlantikküste Westeuropas und in der südlichen Nordsee, die Grasnadel (Syngnathus typhle) lebt im Mittelmeer, im Schwarzen Meer und in der Ostsee, in den Buchten und Bodden der Küste Mecklenburg-Vorpommerns und im gleichen Gebiet lebt die fadenförmige Kleine Schlangennadel (Nerophis ophidion) auch in den Flussmündungen, zwischen Algen, vor allem der Meersaite (Chorda filum), einer Braunalge.

## Merkmale
Die meisten Seenadeln werden etwa 10 bis 40 cm lang. Einige Arten erreichen auch Längen von einem halben Meter. Die kleinsten Seenadeln gehörten zum „bargibanti-Artenkomplex“ der Seepferdchen und werden lediglich 1,35 (Denise-Zwergseepferdchen) bis 2,5 cm lang. Der Körper der Seenadeln ist langgestreckt und von ringförmigen Knochenplatten umgeben, die einen festen Körperpanzer bilden und die Beweglichkeit des Rumpfes stark einengen. Sie haben deshalb eine reduzierte Rumpfmuskulatur und schwimmen mit Brust- und Rückenflosse. Hauptantriebsorgan ist dabei die Rückenflosse, die wellenförmige Bewegungen von vorn nach hinten ausführt und in Ruhe seitlich umgelegt wird. Seepferdchen falten ihre fächerförmige Rückenflosse zusammen. Die Brustflossen dienen vor allem der Manövrierfähigkeit.
Die Rückenflosse wird normalerweise von 15 bis 60 weichen Flossenstrahlen gestützt. Die Afterflosse ist sehr klein, hat 2 bis 6 Flossenstrahlen, oder fehlt. Die Brustflossen haben 10 bis 23 Flossenstrahlen. Diese Flossen fehlen der Gattung Bulbonarcius und den Adulten einiger anderer Gattungen. Die Bauchflossen fehlen stets, die Schwanzflosse einigen Gattungen. Bei letzteren (z. B. bei den Seepferdchen) ist der Schwanzstiel oft als Greifschwanz ausgebildet. Sie sind langsame Schwimmer. Die Kiemenöffnungen sind in Richtung des Rückens verlagert, sehr klein und als Anpassung an das Saugschnappen mit einem häutigen Ventil verschließbar. Die Hoden sind röhrenförmig. Seenadeln können ihre Augen unabhängig voneinander bewegen. Viele Seenadeln haben eine Tarnfarbe, andere, besonders tropische, die Korallenriffe bewohnende Arten sind, sind sehr farbenprächtig.

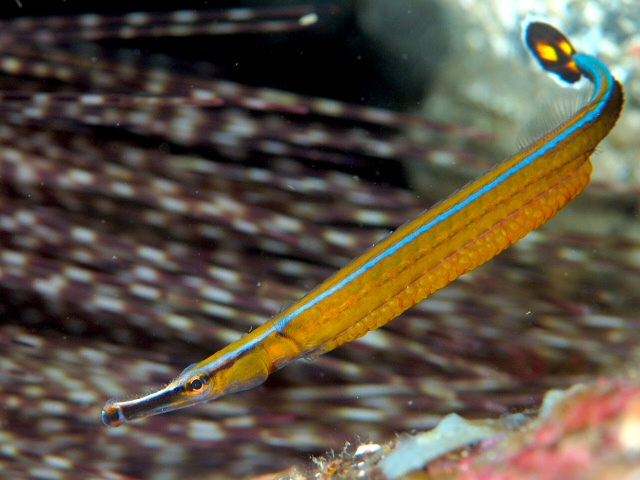
Männliche Honshu-Seenadel (Doryrhamphus japonicus) mit Eiern an der Bauchseite

Seenadeln ernähren sich vor allem von verschiedenen Kleinkrebsen, Larven anderer Tiere und sehr kleinen Fischen. Sie sind zahnlos. Das Maul ist endständig und als Fangsaugrohr ausgebildet, mit dem sie durch Saugschnappen ihre Beute, meist kleine Krebstierchen, fangen. Dieses Saugschnappen funktioniert – anders als sonst bei Fischen – über einen Federmechanismus, bei dem durch Muskelkraft im Bindegewebe Spannung aufgebaut wird, die sich dann durch „Auslösung“ (vgl. Armbrust) schlagartig entlädt, wobei sehr hohe Einsaug-Geschwindigkeiten auftreten (freilich nur über kurze Distanzen wirksam). Am Mechanismus sind Hyoid und Operculum in noch nicht völlig durchschauter Weise beteiligt. Wahrscheinlich sind die Büschelkiemen, wegen derer die Syngnathiden und Pegasiden früher als „Lophobranchii“ zusammengefasst wurden, eine Anpassung an dieses Saugschnappen.

## Fortpflanzung
Seenadeln leben meist monogam in Paaren. Nach der Balz, die oft von Synchron- oder Hintereinanderschwimmen eingeleitet wird, übernehmen die Männchen die Eier vom Weibchen, um sie an der schwammartig veränderten Bauch- und Schwanzunterseite zu tragen. Bei den Seepferdchen haben die Männchen eine  Bruttasche, in die das Weibchen die Eier legt. Wahrscheinlich werden die Eier auch dort erst befruchtet. Nach einer bis zwei Wochen schlüpfen, über zahlreiche Tage verteilt, einzeln die bereits relativ großen Jungnadeln, die sofort winzige Zooplankton-Organismen fressen. Nach Lage der Brutorgane werden Bauchbrüter (Gastrophori) und Schwanzbrüter (Urophori) unterschieden.
Die Fortpflanzung wurde schon oft in Aquarien beobachtet und es konnten Jungnadeln aufgezogen werden. Voraussetzung für eine erfolgreiche Aufzucht ist ein ausreichendes Futterangebot.

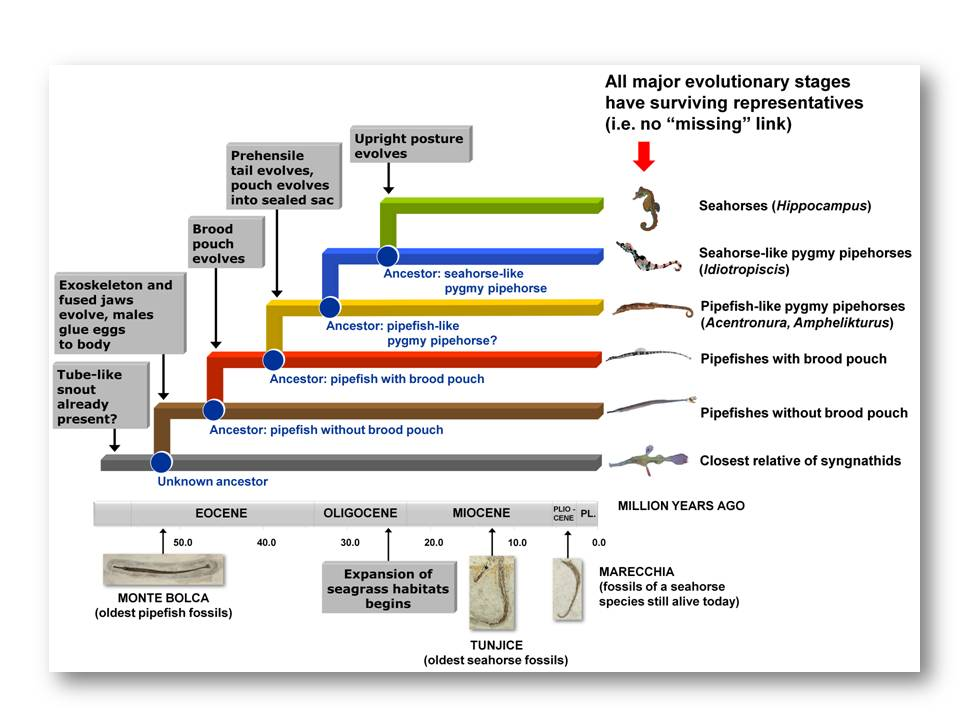
Evolution der Seenadeln.

## Innere Systematik
Die Bestimmung der einzelnen Gattungen und Arten richtet sich vor allem nach der Anzahl und Lage der Körper- und Schwanzringe, der Schwanzlänge und der Lage und Beschaffenheit der männlichen Brutorgane. Es gibt über 50 Gattungen, über 300 beschriebene Arten und noch viele unbeschriebene.

### Nerophinae

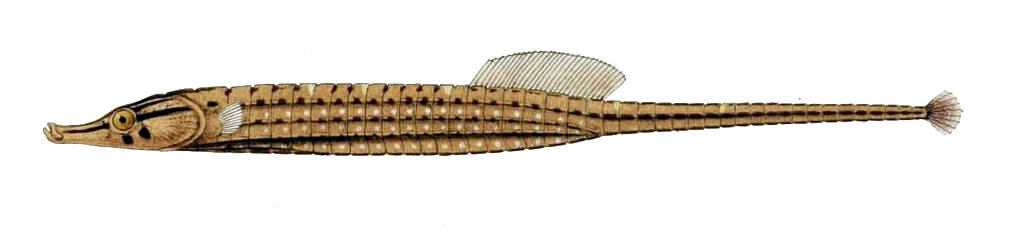
Choeroichthys sculptus

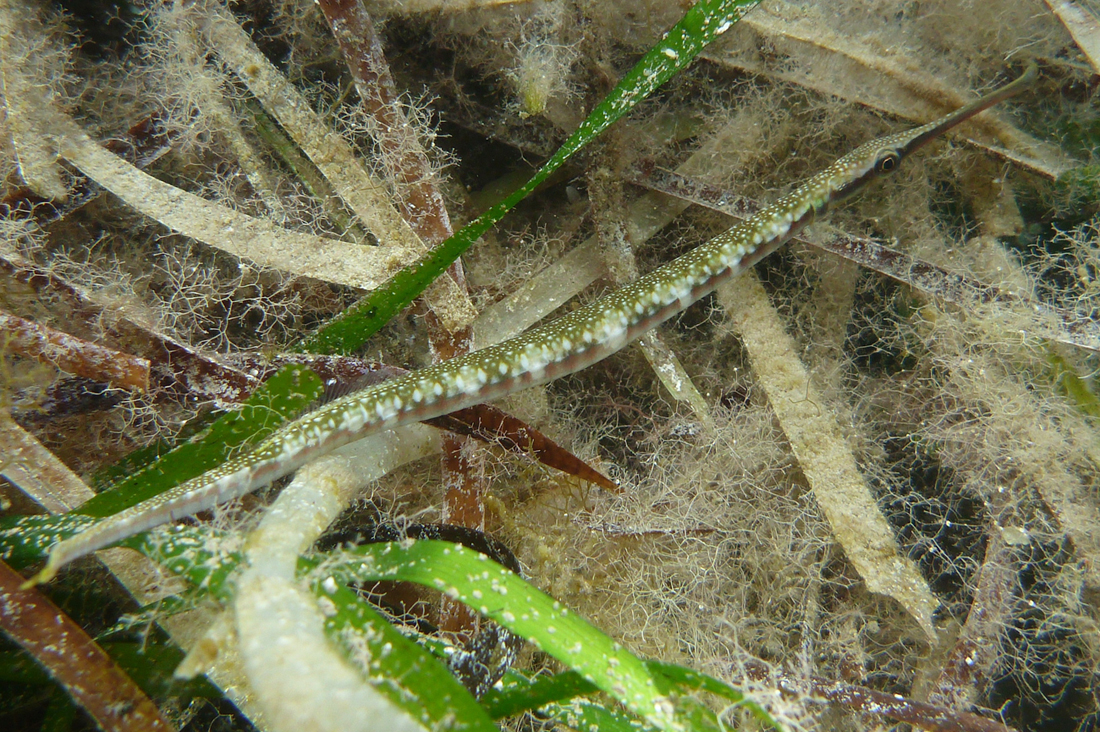
Leptoichthys fistularius

Bei der Unterfamilie Nerophinae liegt der Brutraum der Männchen unter dem Abdomen. Die Fische besitzen in den meisten Fällen noch eine Schwanzflosse.
- Choeroichthys Kaup, 1856
- Doryrhamphus Kaup, 1856
- Dunckerocampus Whitley, 1933
- Große Schlangennadel (Entelurus Duméril, 1870)
- Heraldia Paxton, 1975
- Leptoichthys Kaup, 1853
- Maroubra Whitley, 1948
- Microphis Kaup, 1853
- Nerophis Rafinesque, 1810

### Syngnathinae

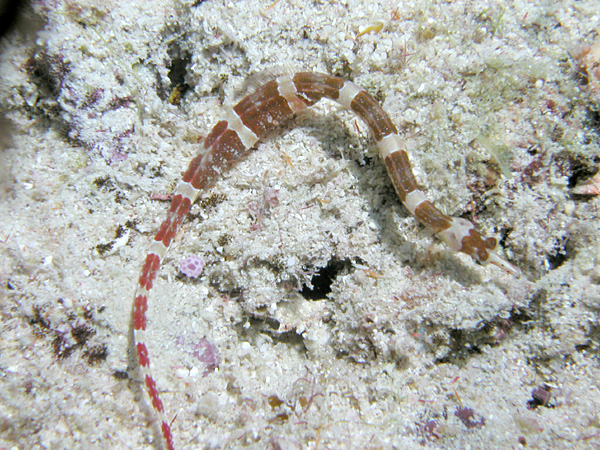
Braunband-Seenadel (Corythoichthys amplexus)

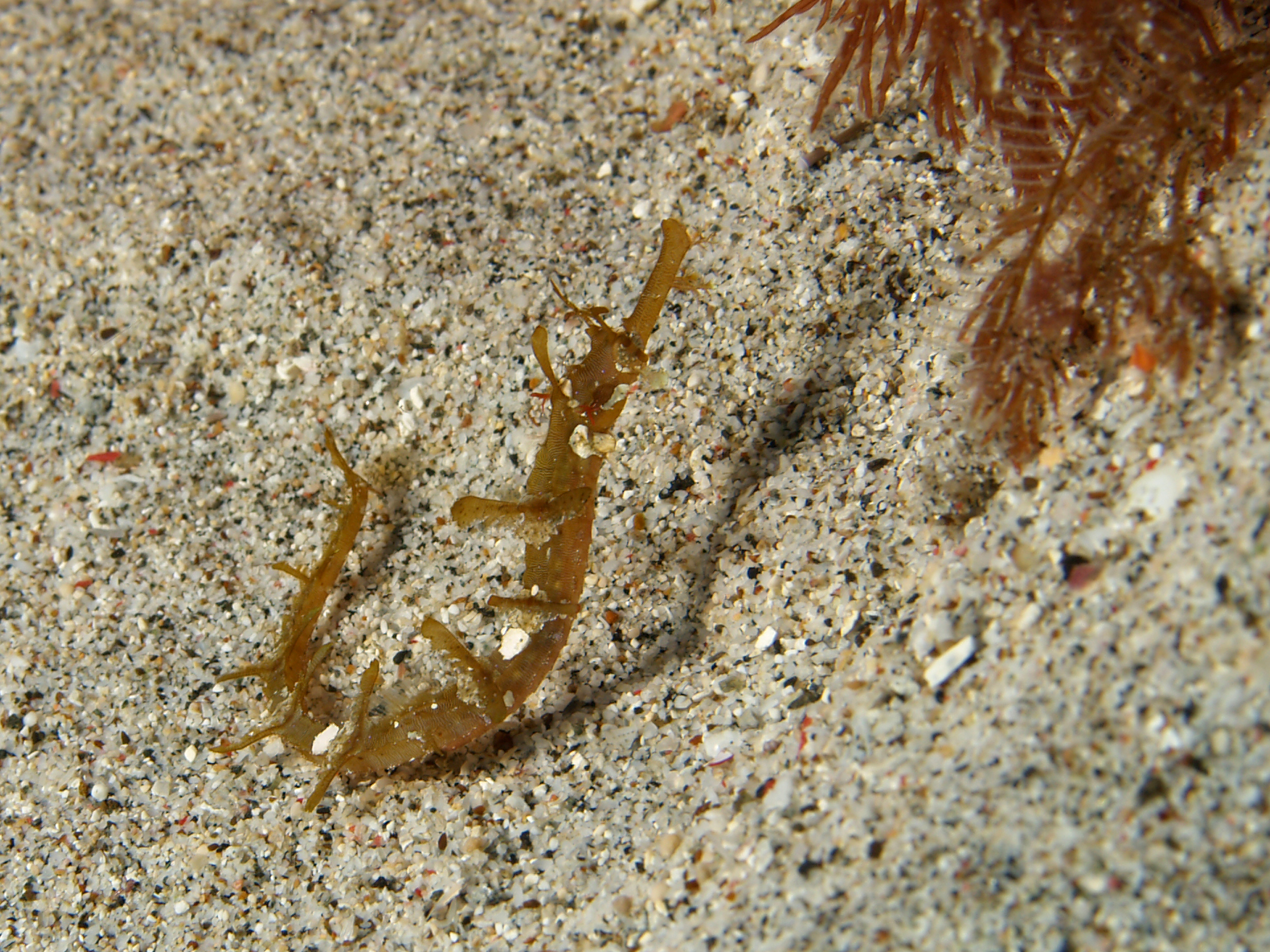
Flügel-Seenadel (Halicampus macrorhynchus)

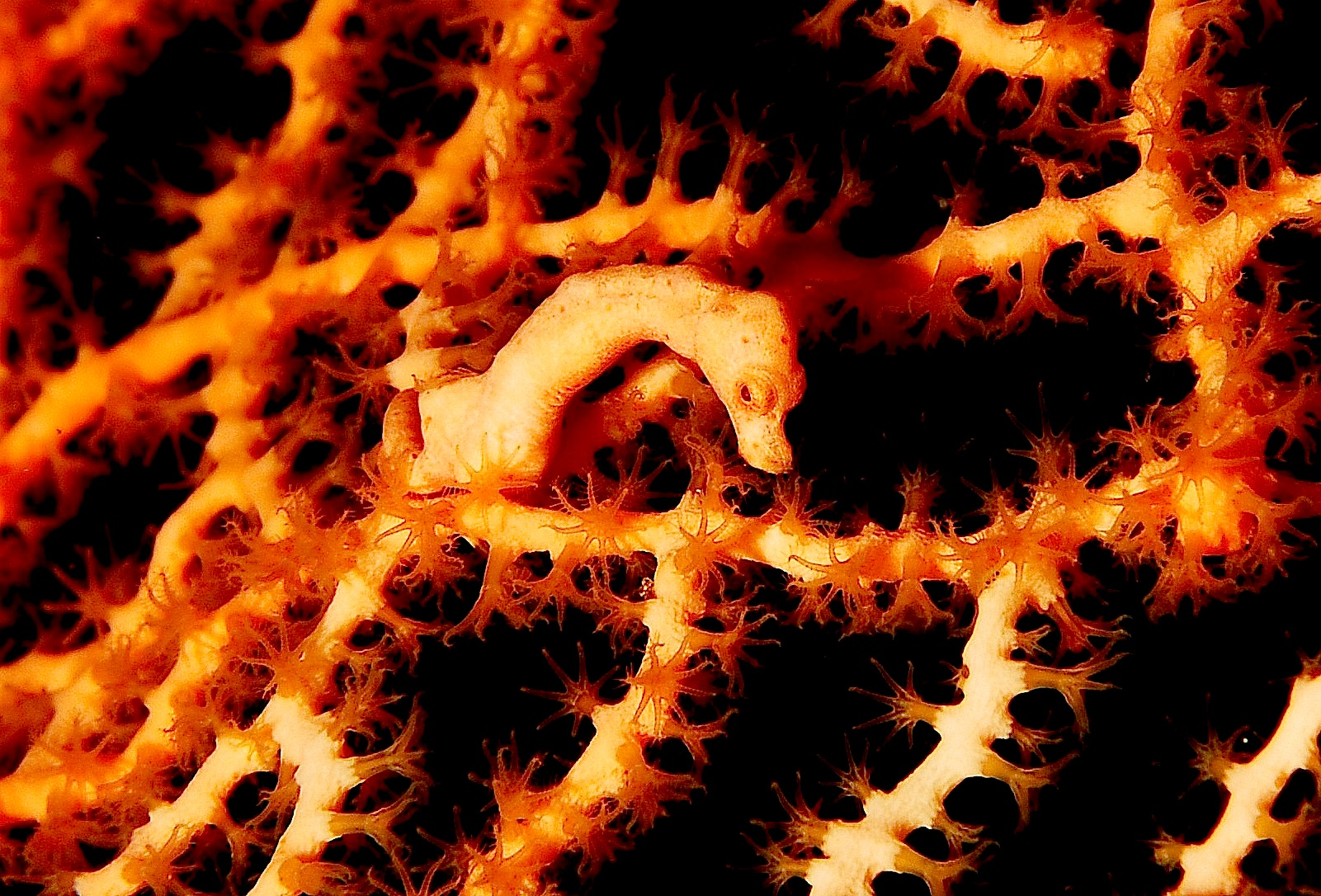
Denise-Zwergseepferdchen (Hippocampus denise)

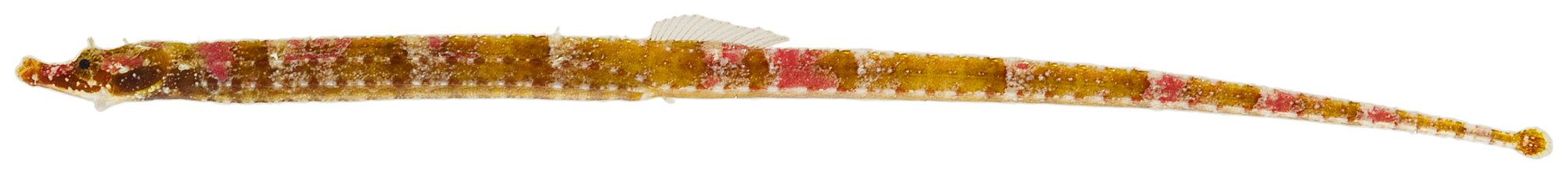
Micrognathus crinitus

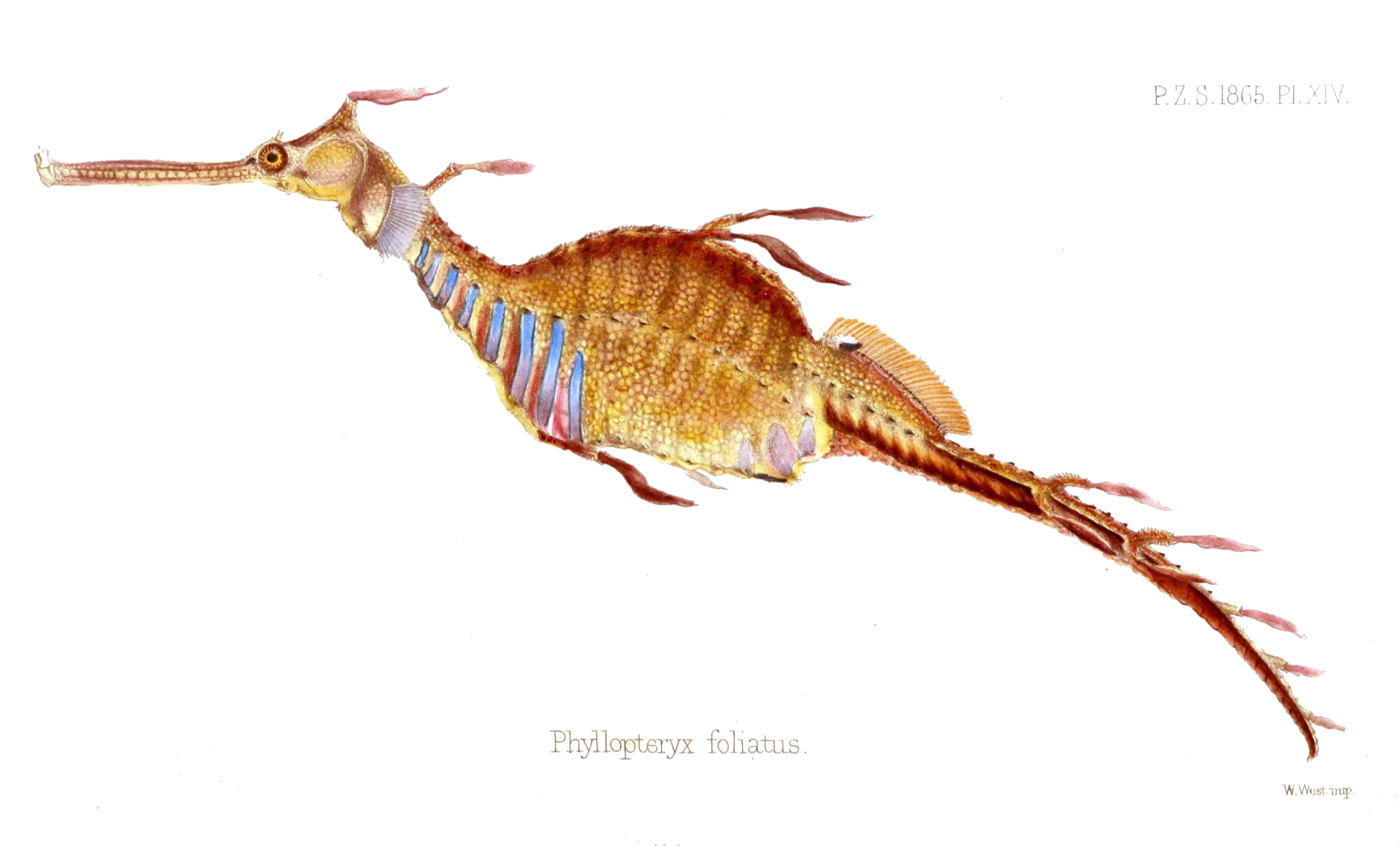
Seedrache (Phyllopteryx taeniolatus)

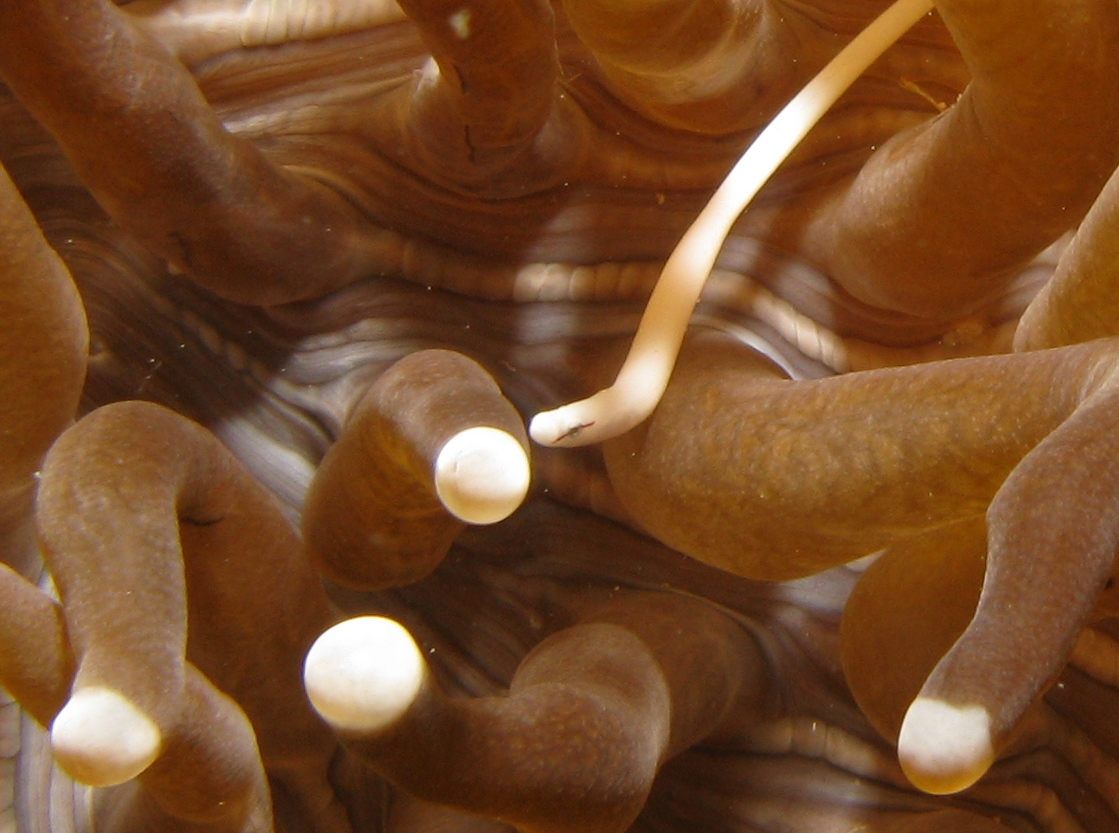
Siokunichthys nigrolineatus

Bei der Unterfamilie Syngnathinae liegt der Brutraum der Männchen in den meisten Fällen unter dem Schwanz.
- Acentronura Kaup, 1853
- Amphelikturus Parr, 1930
- Anarchopterus Hubbs, 1935
- Apterygocampus Weber, 1913
- Belonichthys Peters, 1868
- Bhanotia Hora, 1926
- Bryx Herald, 1940
- Bulbonaricus Herald in Schultz, Herald, Lachner, Welander & Woods, 1953
- Campichthys Whitley, 1931
- Cylix Short & Trnski, 2021[3]
- Coelonotus Peters, 1855
- Corythoichthys Kaup, 1853
- Cosmocampus Dawson, 1979
- Doryichthys Kaup, 1853
- Enneacampus Dawson, 1981
- Festucalex Whitley, 1931
- Filicampus Whitley, 1948
- Halicampus Kaup, 1856
- Fetzen-Seenadel (Haliichthys Gray, 1859)
- Hippichthys Bleeker, 1849
- Seepferdchen (Hippocampus Rafinesque, 1810)
- Histiogamphelus McCulloch, 1914
- Hypselognathus Whitley, 1948
- Ichthyocampus Kaup, 1853
- Idiotropiscis Whitley, 1947
- Kaupus Whitley, 1951
- Kimblaeus Dawson, 1980
- Kyonemichthys Gomon, 2007
- Leptonotus Kaup, 1853
- Lissocampus Waite & Hale, 1921
- Lophocampus Dawson, 1984
- Micrognathus Duncker, 1912
- Minyichthys Herald & Randall, 1972
- Mitotichthys Whitley, 1948
- Nannocampus Günther, 1870
- Notiocampus Dawson, 1979
- Penetopteryx Lunel, 1881
- Phoxocampus Dawson, 1977
- Großer Fetzenfisch (Phycodurus Gill, 1896)

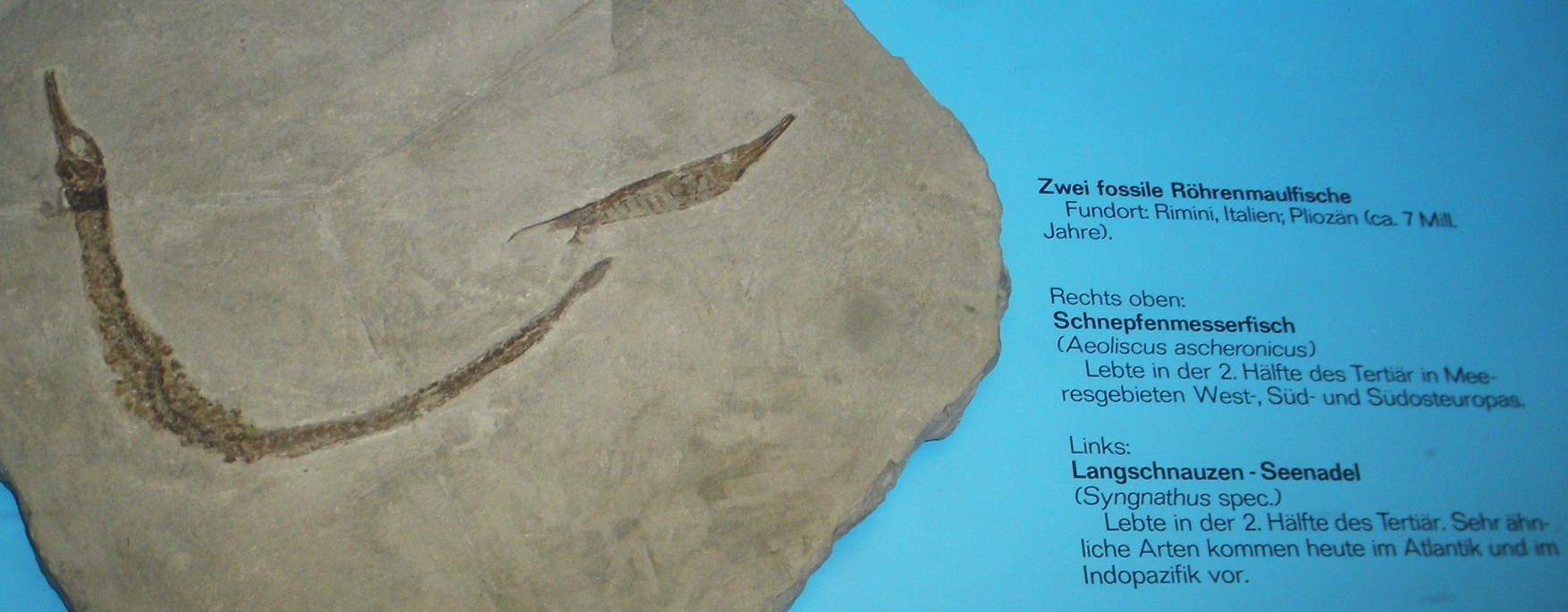
Eine fossile Syngnathus-Art und ein Schnepfenmesserfisch (Aeoliscus ascheronicus) aus dem Pliozän im Senckenberg Naturmuseum in Frankfurt.

- Phyllopteryx Swainson, 1839
- Pseudophallus Herald, 1940
- Pugnaso Whitley, 1948
- Siokunichthys Herald in Schultz, Herald, Lachner, Welander & Woods, 1953
- Solegnathus Swainson, 1839
- Stigmatopora Kaup, 1853
- Stipecampus Whitley, 1948
- Syngnathoides Bleeker, 1851
- Syngnathus Linnaeus, 1758
- Trachyrhamphus Kaup, 1853
- Urocampus Günther, 1870
- Vanacampus Whitley, 1951

## Fossilbefund
Die ersten Seenadeln sind fossil aus der norditalienischen Monte-Bolca-Formation, die aus Ablagerungen der Tethys im Eozän entstand, bekannt. Es sind die Gattungen Pseudosyngnathus, die noch einen unvollständigen Hautpanzer hatte, und Syngnathus, die noch heute existiert. Seepferdchen sind seit dem Pliozän nachgewiesen.